# Otter Lake, Kenora District
Otter Lake är en sjö i Kanada.   Den ligger i Kenora District och provinsen Ontario, i den östra delen av landet, 1 400 km nordväst om huvudstaden Ottawa. Otter Lake ligger 207 meter över havet. Arean är 27,5 kvadratkilometer. Den sträcker sig 8,1 kilometer i nord-sydlig riktning, och 9,5 kilometer i öst-västlig riktning.
Trakten runt Otter Lake är nära nog obefolkad, med mindre än två invånare per kvadratkilometer.